# Dholak
Il Dholak è uno strumento a percussione usato nella musica popolare indiana. Il corpo ha forma di botte e può essere suonato con le due mani, alle estremità per la mano destra vi è una membrana semplice, all'estremità per la mano sinistra alla parte interna della membrana è applicata una mistura di catrame, sabbia e argilla, in modo da attutire il suono.